# ルーカス・リゲティ
ルーカス・リゲティ（Lukas Ligeti、1965年6月13日 - ）は、オーストリア・ウィーン生まれの作曲家、パーカッション奏者である。彼の作品は、ジャズ、現代音楽、そして様々な世界中の音楽の要素を取り入れている。

## 背景
リゲティは、ハンガリー人の祖先を持ち、著名な作曲家であるジェルジ・リゲティ（1923年 - 2006年）の息子である。ウィーン国立音楽大学で修士号を取得し、そこでエーリヒ・ウルバンナーから作曲を学んだ。
頻繁にアフリカへ旅行し、コートジボワール、エジプト、ジンバブエなど、アフリカ諸国のミュージシャンと共演した。彼のグループである「ブルキナエレクトリック (Burkina Electric)」は、エレクトロニカとブルキナファソのポピュラー音楽をひとつにまとめたものだった。
1994年から1996年まで、彼はスタンフォード大学の音楽音響学研究センターで客員作曲家となった。また、エリオット・シャープ、ジョージ・ルイス、ヘンリー・カイザー、ロイ・ネイザンソンと仕事した。
2006年には、ヨハネスブルグにあるウィットウォーターズランド大学の客員教授を務めた。
現在はロサンゼルス在住である。

## 作品
作曲は、ロンドン・シンフォニエッタ、ブダペストのアマディンダ・アンサンブル、アイスブレイカー (Icebreaker)、ロンドン・コンポーザーズ・アンサンブル、シナジー・パーカッション・シドニー、アンサンブル・モデルン、クロノス・クァルテット、ウィーン・ラジオ・シンフォニー・オーケストラ、バング・オン・ア・カンなどから依頼されている。

## 受賞歴
1990年のウィーン作曲家奨励賞、1993年のオーストリア共和国賞や、カリフォルニア州サンタクララ郡芸術評議会およびオーストリア州による作曲奨励賞など、数多くの賞を受賞している。

## ディスコグラフィ (一部)

### ソロ・アルバム
- Nownowism (1991年) ※Things Of Now Now名義
- Hybrid Beat (1993年) ※Kombinat M名義
- Lukas Ligeti & Beta Foly (1997年、Intuition) ※with Beta Foly
- Shadowglow (2003年) ※with Raoul Björkenheim
- Mystery System (2004年、Tzadik)
- Afrikan Machinery (2008年、Tzadik)[1]
- Paspanga (2010年) ※Burkina Electric名義
- Pattern Time (2011年) ※with Benoît Delbecq、Gianni Gebbia、Aly Keita、Michael Manring
- Imaginary Images (2014年) ※with Thollem McDonas
- Hypercolor (2015年) ※Hypercolor名義[2]
- That Which Has Remained... That Which Will Emerge... (2021年)

## 来日公演
- 2025年3月3日 ftarri（東京）、3月4日 Bar Isshee（東京）、3月5日-9日 金沢国際実験音楽祭